# Meteoridea longiventris
Meteoridea longiventris är en stekelart som beskrevs av William Harris Ashmead 1900. Meteoridea longiventris ingår i släktet Meteoridea och familjen bracksteklar. Inga underarter finns listade i Catalogue of Life.